# Laminohatschekia synaphobranchi
Laminohatschekia synaphobranchi is een eenoogkreeftjessoort uit de familie van de Hatschekiidae. De wetenschappelijke naam van de soort is voor het eerst geldig gepubliceerd in 1989 door Boxshall.